# Грабовиця (Двор)
Грабовиця (хорв. Grabovica) — населений пункт у Хорватії, у Сисацько-Мославинській жупанії у складі громади Двор.

## Населення
Населення за даними перепису 2011 року становило 32 осіб.
Динаміка чисельності населення поселення:

## Клімат
Середня річна температура становить 10,15 °C, середня максимальна – 23,59 °C, а середня мінімальна – -5,27 °C. Середня річна кількість опадів – 1122 мм.
| Клімат поселення                              | Клімат поселення | Клімат поселення | Клімат поселення | Клімат поселення | Клімат поселення | Клімат поселення | Клімат поселення | Клімат поселення | Клімат поселення | Клімат поселення | Клімат поселення | Клімат поселення | Клімат поселення |
| Показник                                      | Січ.             | Лют.             | Бер.             | Квіт.            | Трав.            | Черв.            | Лип.             | Серп.            | Вер.             | Жовт.            | Лист.            | Груд.            |                  |
| Середній максимум, °C                         | 7,00             | 8,07             | 12,01            | 15,78            | 20,37            | 23,59            | 22,71            | 22,32            | 18,80            | 14,34            | 8,89             | 5,20             |                  |
| Середня температура, °C                       | 0,86             | 1,93             | 5,86             | 9,65             | 14,22            | 17,47            | 19,30            | 18,90            | 15,38            | 10,91            | 5,48             | 1,80             |                  |
| Середній мінімум, °C                          | −5,27            | −4,19            | −0,26            | 3,52             | 8,08             | 11,32            | 15,88            | 15,48            | 11,96            | 7,50             | 2,06             | −1,63            |                  |
| Норма опадів, мм                              | 70               | 70               | 79               | 96               | 96               | 105              | 98               | 97               | 101              | 104              | 114              | 92               |                  |
| Середньомісячна швидкість вітру, м/с          | 1.79             | 1.92             | 2.27             | 2.20             | 2.04             | 1.82             | 1.76             | 1.67             | 1.69             | 1.82             | 1.87             | 1.90             |                  |
| Середньомісячна сонячна радіація, кДж/м²·день | 4434             | 7191             | 10835            | 15162            | 19267            | 21386            | 22575            | 19640            | 14549            | 9265             | 4987             | 3669             |                  |
| --------------------------------------------- | ---------------- | ---------------- | ---------------- | ---------------- | ---------------- | ---------------- | ---------------- | ---------------- | ---------------- | ---------------- | ---------------- | ---------------- | ---------------- |
| Джерело:                                      |                  |                  |                  |                  |                  |                  |                  |                  |                  |                  |                  |                  |                  |